# Ceuthospora buxi
Ceuthospora buxi är en svampart som först beskrevs av Elias Fries, och fick sitt nu gällande namn av Franz Petrak 1929. Ceuthospora buxi ingår i släktet Ceuthospora och familjen Phacidiaceae.   Inga underarter finns listade i Catalogue of Life.